# آزادراه تبریز–ارومیه
آزادراه تبریز–ارومیه یک پروژه آزادراهی نیمه ساخته در شمال غرب ایران است. این آزادراه از استان آذربایجان شرقی شروع می‌شود و در آذربایجان غربی به پایان می‌رسد و دو شهر تبریز و ارومیه را به هم متصل می‌کند. این آزادراه به پل روی دریاچه ارومیه که ارومیه را از طریق تبریز و آزادراه ۲ به سایر نقاط کشور متصل می‌کند، به ختم می‌شود. این پروژه از چند قطعه تشکیل شده‌است و فعلاً قطعات ۱ و ۲ و ۴ تکمیل شده‌اند.

## قطعات
قطعه ۱ شهر ارومیه را به ساحل غربی دریاچه ارومیه متصل می‌کند. قطعه ۲، معبر و پل روی دریاچه است. این دو بخش در ۲۶ شهریور ۱۳۹۶ به نمایش درآمدند. قطعه ۳ بخشی از جزیره کوهستانی اسلامی است. این بخش از یک تونل دوقلوی به طول ۲ کیلومتر تشکیل شده‌است و در حال حاضر در دست احداث است. قطعه ۴ از ابتدای قلمرو باتلاقی شروع می‌شود و به سمت شرق جزیره اسلامی می‌رود و در یک جاده به سمت بزرگراه نیمه ساخت مراغه–تبریز می‌رود و این مسیر خاکی است. این قطعه در ۶ آذر ۱۳۹۸ به نمایش درآمد. قطعه ۵ انتهای قطعه ۴ است که خاص‌آباد را به سهند وصل می‌کند و به قطعه آزادراه تبریز-سهند متصل می‌شود.
قطعه آزادراه تبریز–سهند چندین سال قبل از نهایی شدن طرح‌های اتصال انتهای قطعه ۴ به شهر تبریز آغاز شد و در ابتدا قرار نبود بخشی از آزادراه باشد زیرا قرار بود آن آزادراه در همین آزادراه (آزادراه ۱۶) ساخته شود یعنی قسمت غربی بزرگراه موجود تبریز- آذرشهر به سمت آزادراه کنارگذر غربی تبریز. با این حال، اکنون این قطعه آخرین امتداد آزادراه را تشکیل می‌دهد که این دو شهر را به هم متصل می‌کند.
قطعه ۶ که به عنوان آزادراه دوم کنارگذر جنوبی تبریز نیز فعالیت می‌کند، برای انتقال دادن آزادراه کنارگذر جنوبی تبریز از غرب به شرق برنامه‌ریزی شده‌است. ساخت این قطعه در تابستان ۱۳۹۸ آغاز شد. این بخش همچنین به عنوان یک مسیر از ارومیه به سمت تهران با دور زدن و عبور نکردن از شهر تبریز عمل خواهد کرد.قرار است این آزادراه سال ۱۴۰۴ افتتاح شود.

## مسیر

### آزادراه تبریز-ارومیه
|                                           | جاده ۱۶ · شرق بطرف نقده-مهاباد-میاندوآب · غرب بطرف فرودگاه بین‌المللی ارومیه-سلماس-خوی |
| ارومیه                                    |                                                                                       |
|                                           | قهرمانلوی علیا شهرک صنعتی ارومیه \| پایانه بار ارومیه \|                              |
|                                           | پایگاه هلیکوپتر هلال احمر ارومیه                                                      |
|                                           | کمربندی روستایی ارومیه شرق بطرف ارومیه غرب بطرف سلماس                                 |
| ایستگاه خدمات فلامینگو                    |                                                                                       |
| دریاچه ارومیه                             |                                                                                       |
| ایستگاه عوارضی ارومیه                     |                                                                                       |
| استان آذربایجان غربی استان آذربایجان شرقی |                                                                                       |
| دریاچه ارومیه                             |                                                                                       |
| در دست احداث                              |                                                                                       |
|                                           | جاده ۱۶                                                                               |
| در دست احداث                              |                                                                                       |
|                                           | جاده ۱۶ · سرای‌ده                                                                      |
|                                           | خورخور                                                                                |
|                                           | شرکت صنعتی درپاد تبریز                                                                |
|                                           | جاده ۲۱ · جاده ۱۶ · شمال بطرف ایلخچی-سردرود-تبریز · جنوب بطرف آذرشهر-عجب شیر          |
| در دست احداث                              |                                                                                       |
| از شرق به غرب                             |                                                                                       |
| پایانه بار ارومیه                         |                                                                                       |

### آزادراه تبریز-سهند
| میدان باکری          | شرق بطرف تبریز-تهران غرب بطرف مرکز شهر-ارومیه                                       |
| سهند                 |                                                                                     |
|                      | آزادراه تبریز-ارومیه بطرف اسفنجان-ارومیه                                            |
| ایستگاه عوارضی سهند  |                                                                                     |
|                      | جاده اسنجان شرق بطرف اسنجان غرب بطرف منطقه ۷ تبریز                                  |
|                      | جاده کرجان شرق بطرف کرجان غرب بطرف تبریز- پارک علم و فناوری استان آذربایجان شرقی    |
|                      | بلوار تشیع                                                                          |
| ایستگاه عوارضی تبریز |                                                                                     |
| تبریز                |                                                                                     |
|                      | بلوار سهندیه آزادراه کنارگذر جنوبی تبریز شرق بطرف زنجان-تهران غرب بطرف مرند-بازرگان |
| از شرق به غرب        |                                                                                     |